# Lophoptera luctuosa
Lophoptera luctuosa är en fjärilsart som beskrevs av George Francis Hampson 1902. Lophoptera luctuosa ingår i släktet Lophoptera och familjen nattflyn. Inga underarter finns listade i Catalogue of Life.